# Reprezentacja Armenii w koszykówce mężczyzn
Reprezentacja Armenii w koszykówce mężczyzn - drużyna, która reprezentuje Armenię w koszykówce mężczyzn. Za jej funkcjonowanie odpowiedzialny jest Armeński Związek Koszykówki. Nigdy nie udało jej się zakwalifikować do Mistrzostw Europy, Mistrzostw Świata, czy Igrzysk Olimpijskich. Aktualnie nie należy do żadnej dywizji.